# 中華基督教會全完第一小學
中華基督教會全完第一小學（英語：C.C.C. Chuen Yuen First Primary School），為一所香港的津貼小學，其前身為全完堂開設的「女子識字班」，於1905年創辦，2024年起遷至現址。

## 校政管理
歷任校監
- 潘頓牧師[3]
- 汪彼得牧師[4]
- 馮壽松先生[5]（約2000年代初；2018年逝世）
- 李志華先生

歷任校長
- 梁陳慕貞女士（1905年-？，創校校長）
- 鄭信榮牧師（？-1958年）[6]
- 梁恩澤先生（1958年-1964年，曾任元朗真光小學校長，後調至基真小學上午校）
- 鄭紹彬先生（1964年-1973年）[3]
- 麥永生先生[4]（1973年-1978年）
- 范誠忠先生（1978年-1992年，後調至基華小學下午校）
- 陳自端先生（1992年-1995年，由基理小學調任[7]，後調至基慧小學、基正小學及何福堂小學）
- 何碧輝女士（1995年-1999年，後調至基良小學下午校）
- 孔偉成先生（1999年-2001年，後轉任基督教粉嶺神召會小學及聖公會天水圍靈愛小學校長） [5]
- 潘木麟先生（2001年-2003年，由基恆小學調任）
- 杜永強先生（2003年-2006年，後轉任嘉諾撒小學校長）
- 翁少珊女士（2006年-2010年，後轉任聖公會奉基小學校長）
- 劉仲宏先生（2010年-2011年，由仁濟醫院何式南小學轉任，後調至何福堂小學及蒙黃花沃紀念小學校長）
- 鄧依萍女士（2011年-2014年，後轉任聖公會聖多馬小學及聖公會阮鄭夢芹銀禧小學校長）
- 李寶文先生（2014年-2017年，後調至基全小學及基法小學（油塘）校長）
- 譚光德先生（現任校長）

## 歷史

### 戰前建校
全完第一小學的歷史，可追溯至全完堂開辦的女子識字班。因應婦女缺乏接受教育的機會，該堂會在1905年創辦初期，已開設名為「全完書室」的女子識字班，並於1914年擴展為「全完女校」，十年後成為津貼小學，並兼收男女生。
至香港日治時期，此校曾一度停辦，直至1945年才恢復。

### 戰後擴展
1946年，因應「新界傳道會」連同屬下全完堂，併入中華基督教會香港區會，此校相應改隸該會，隨後於1955年更名為「全完學校」。
由於學生人數遞增，全完學校於1958年分拆出大窩口分校；而正校於荃灣街市街原址一直開辦至1960年，才因修築道路，連同堂會遷入大屋街。至於分校則於1962年正式自立，成為中華基督教會全完第二小學。此外，第二間分校亦於1961年成立（自立後名為全完第三小學），惟已於2009年被明令殺校。

### 近年發展
因應政府於1990年代起，鼓勵各小學改以全日制辦學，此校曾打算於2003年分拆下午校為一所獨立小學，而該校採用曾由同系全完第二小學借用的慕光荔景小學校舍，但不果。及後，此校改於2005年將上、下午校合併，成為一間全日制小學。
由於第二代校舍空間嚴重不足，此校自1994年起已有意再申請校舍重置，但直至2017年才成功申請同區鄰近環宇海灣的擬建校舍。
然而，由於遷校後第二代校舍的處理問題，新校舍籌建工作曾一度膠著，直至2021年才交付立法會審議，同年10月動工。2024年9月，此校正式遷入現址，而歷時30年的重置工作亦告一段落。

## 校舍

### 大屋街第二代校舍
舊校舍位於沙咀道與大屋街交界，與全完堂相連，佔地1300平方米，設有9間課室及少量特別室，而禮堂需與堂會共用。
隨著此校於2024年遷入新校舍，舊址已與堂會大樓分隔，並按規定交還政府；至於毗鄰的堂會亦將重建，成為一幢樓高9層的新教堂。

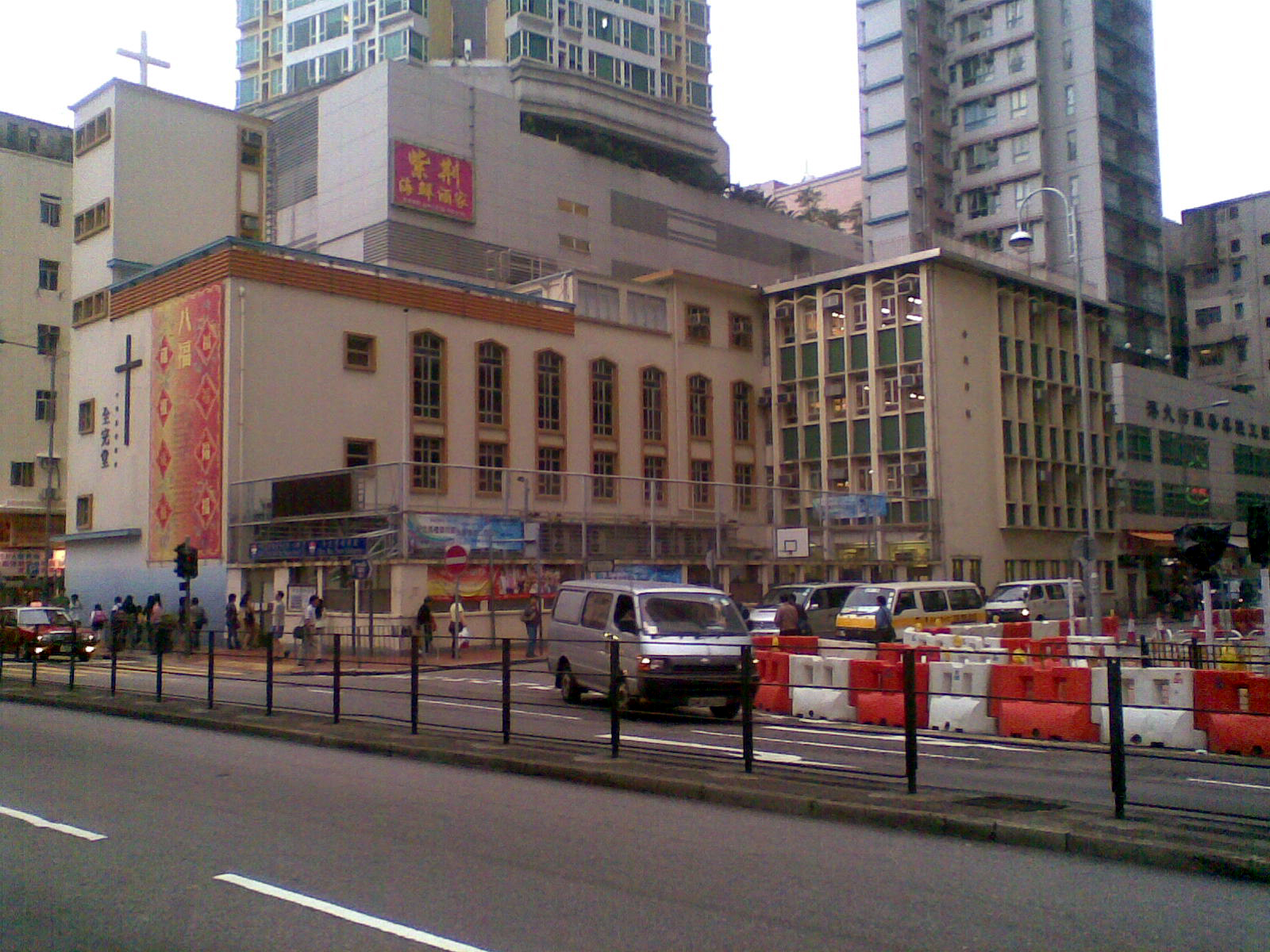
翻漆前的舊校舍，與左側的全完堂相連
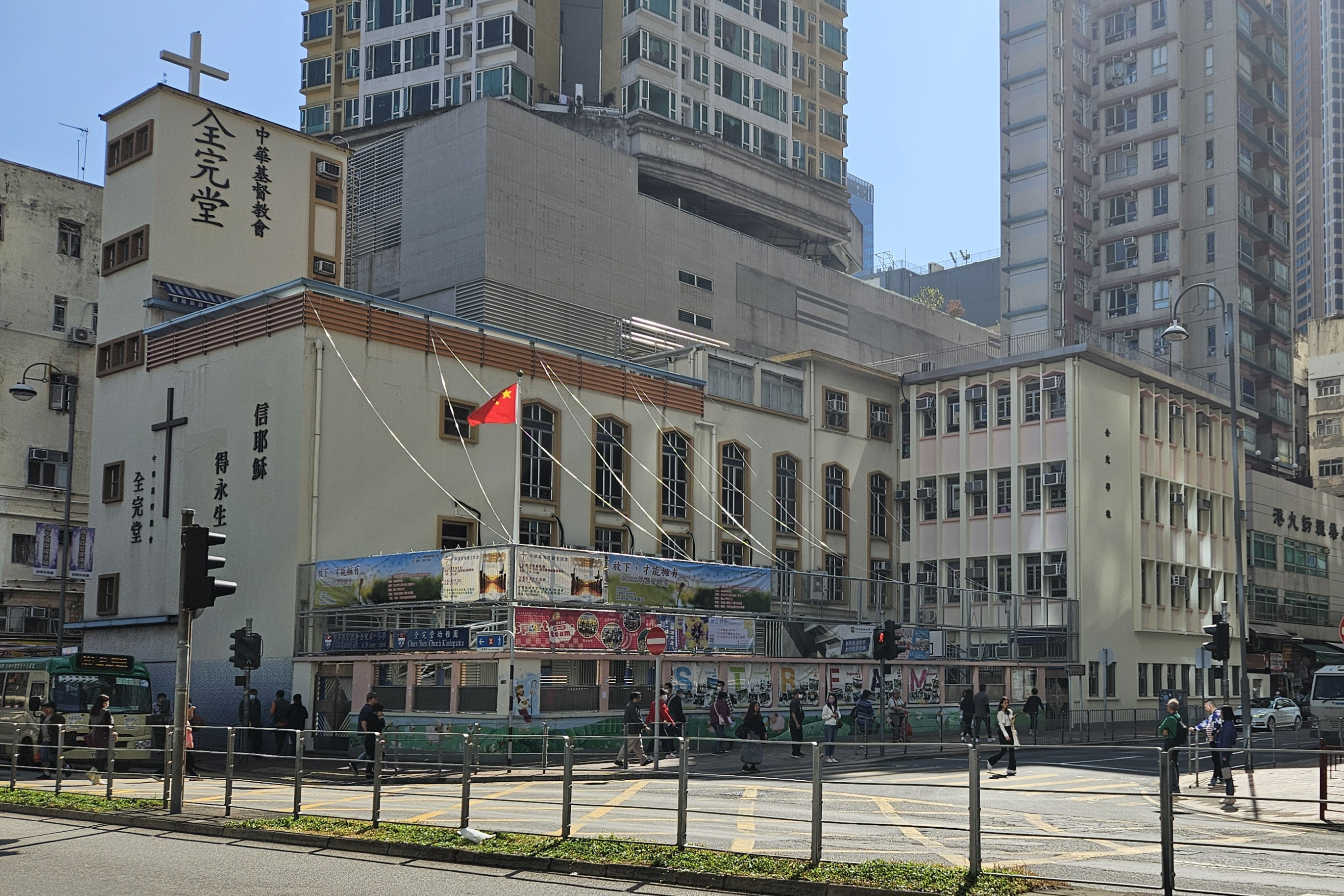
舊校舍，與左側的全完堂相連（2024年1月）
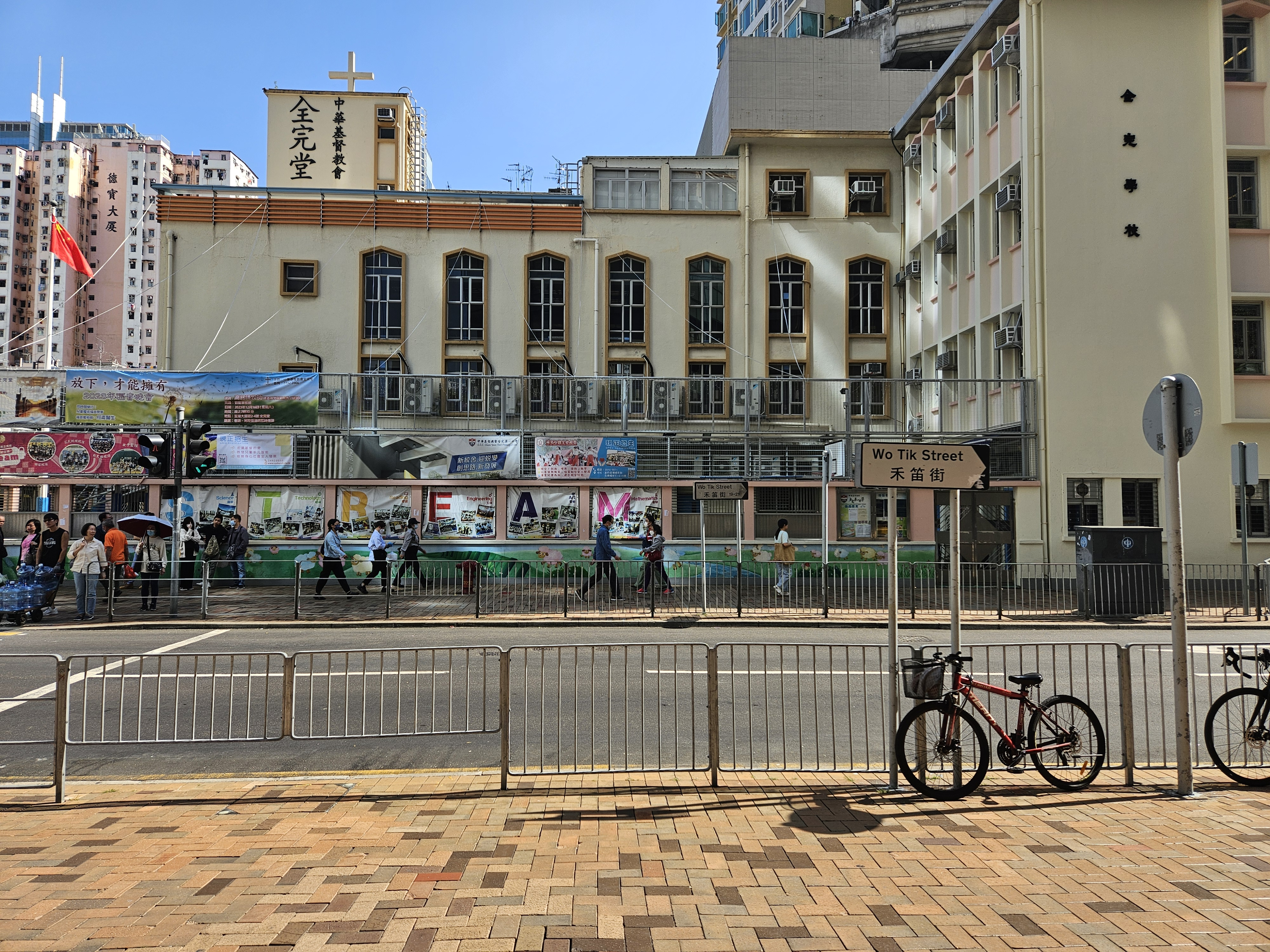
禾笛街望向中華基督教會全完堂
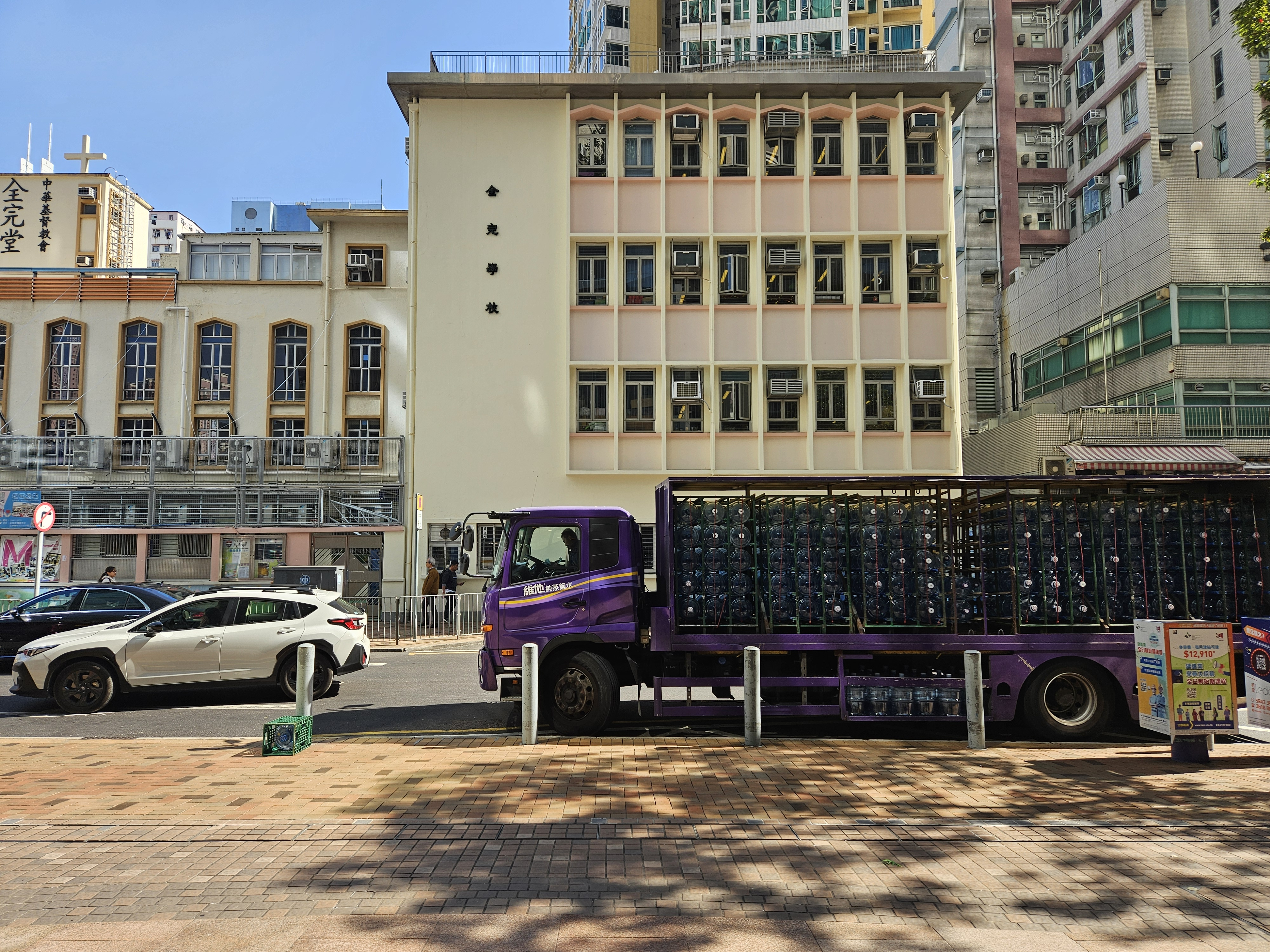
舊校舍（2024年1月）

### 永順街現存校舍
此校現存校舍位於永順街36號，毗鄰環宇海灣。該校舍為一座後千禧校舍，佔地5,800平方米，設有30間課室及各種特別室。
該校舍由李景勳、雷煥庭建築師事務所設計，並由合利建築承建，2024年7月25日正式交付，同年9月起啟用。
值得一提的是，此校是全港首四座採用預製組件技術興建的後千禧校舍之一。

#### 新校舍建設圖集

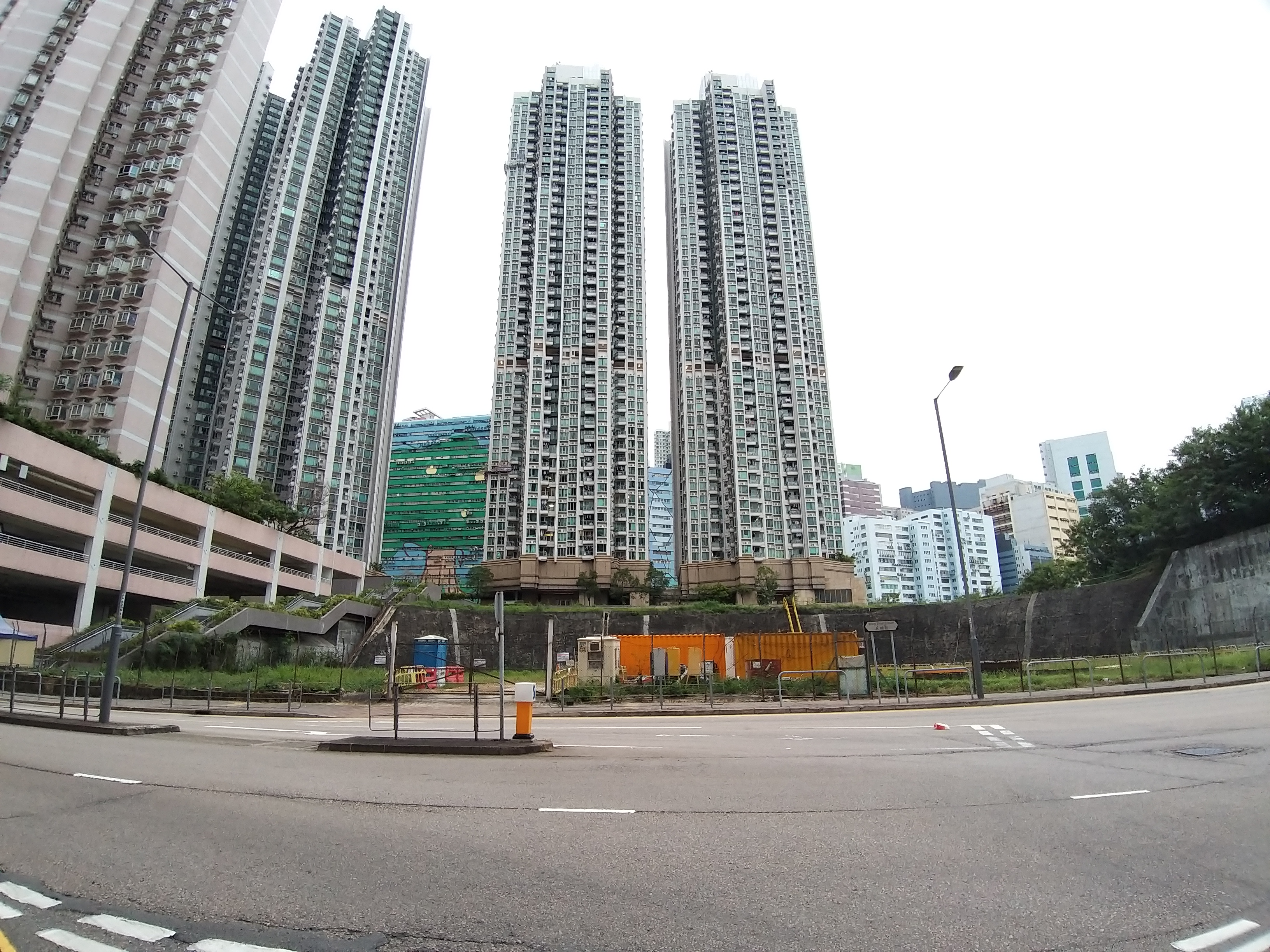
剛開始施工，2021年10月
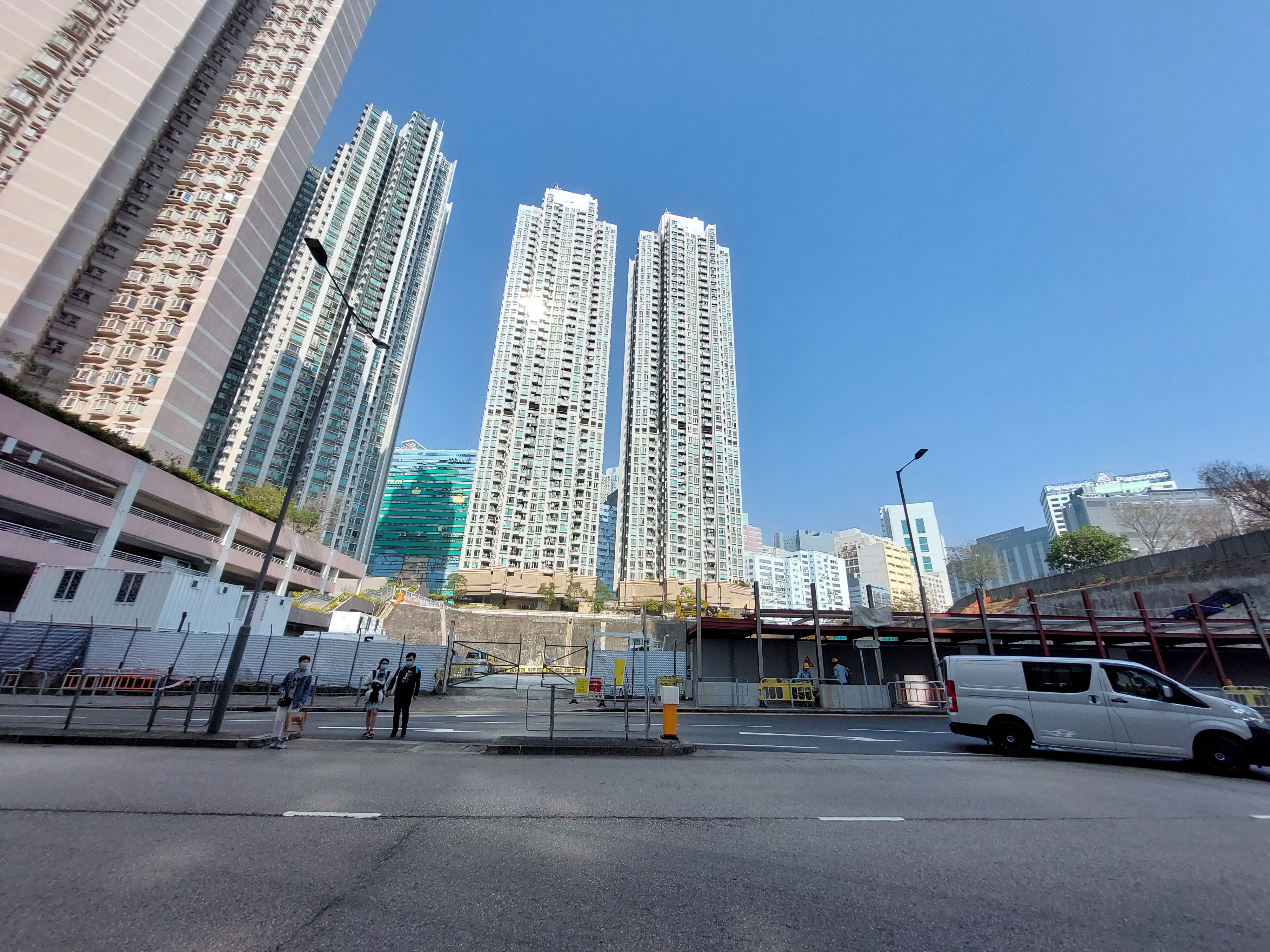
2022年1月
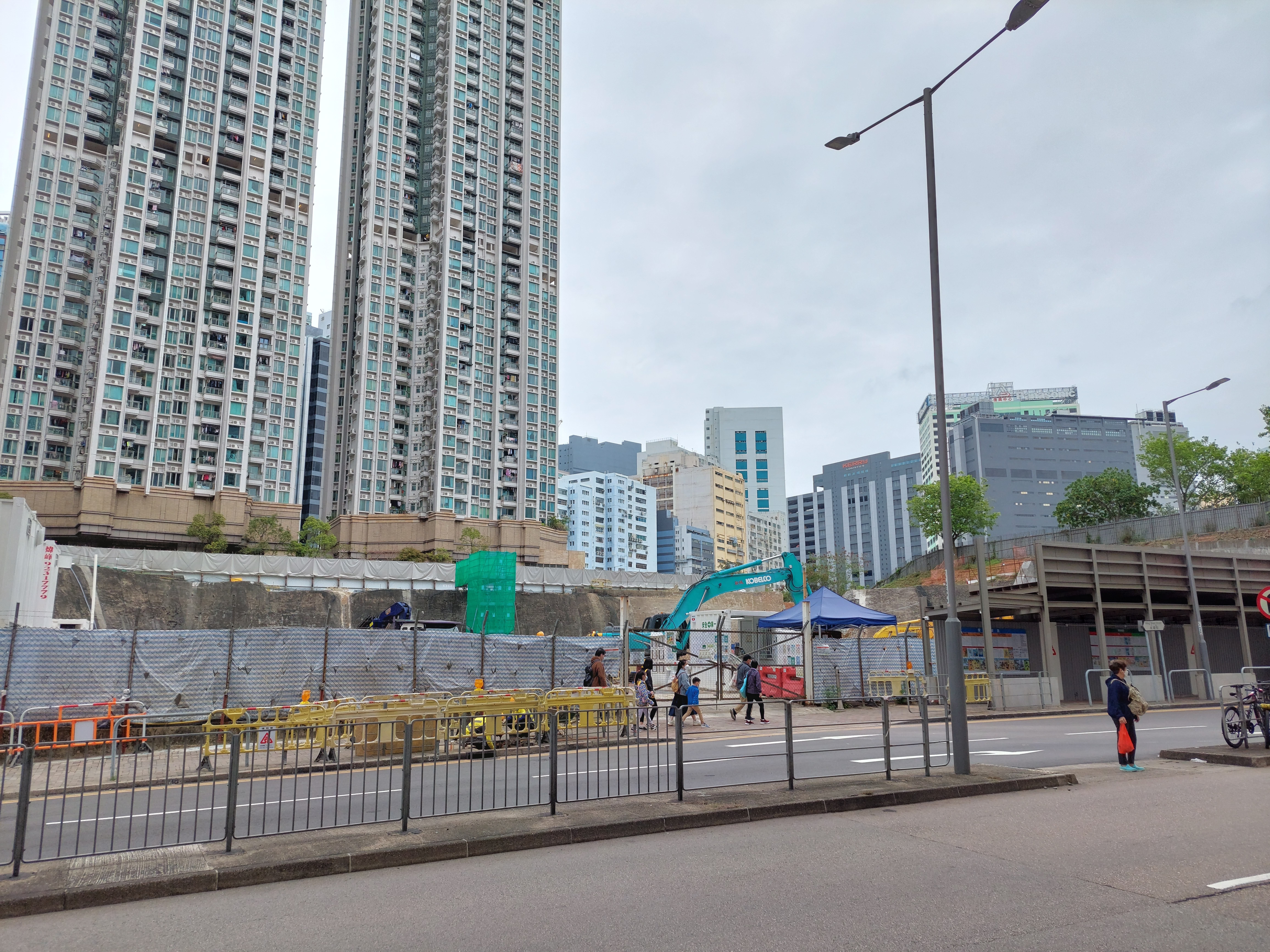
2022年4月
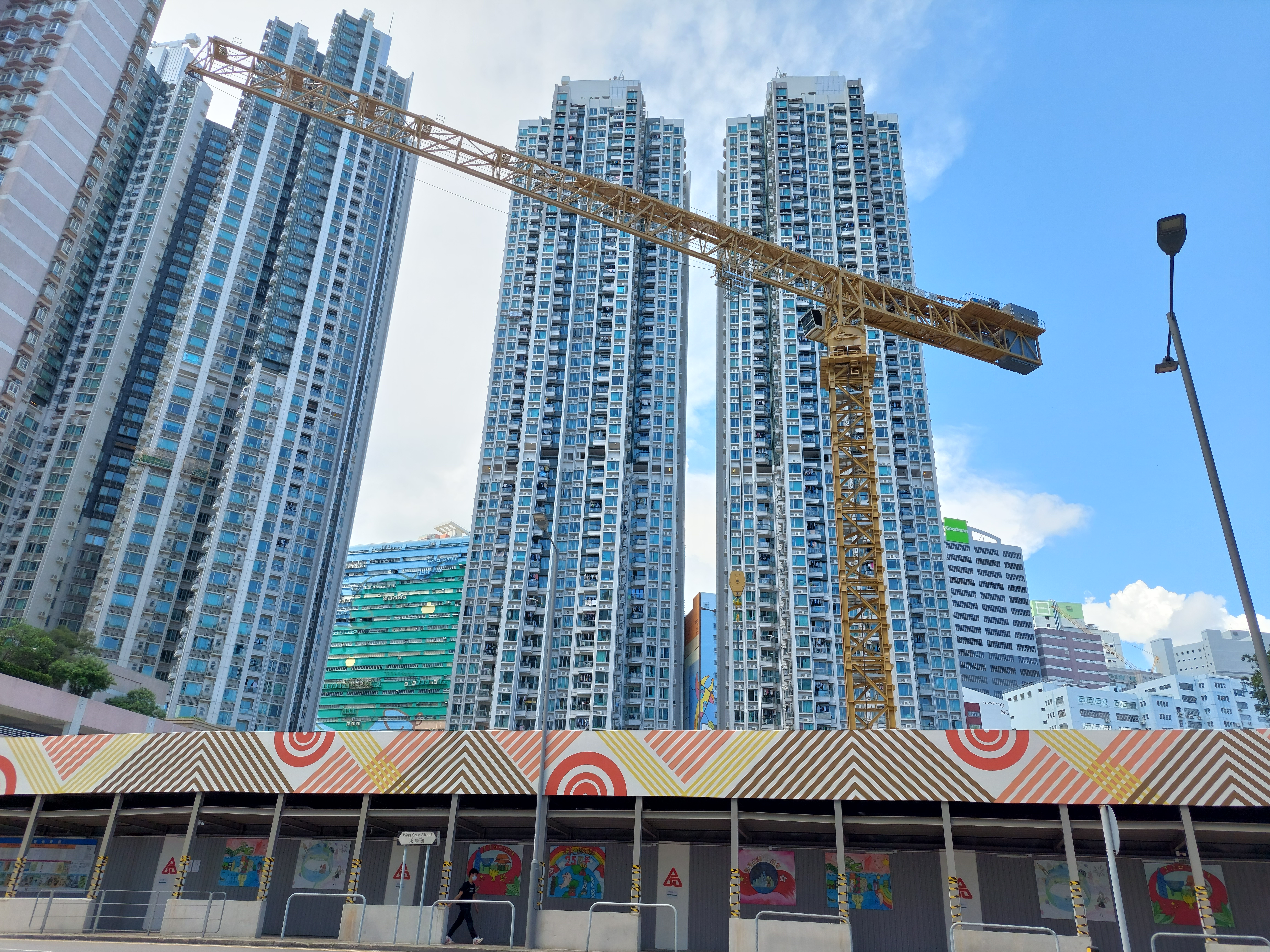
2022年6月
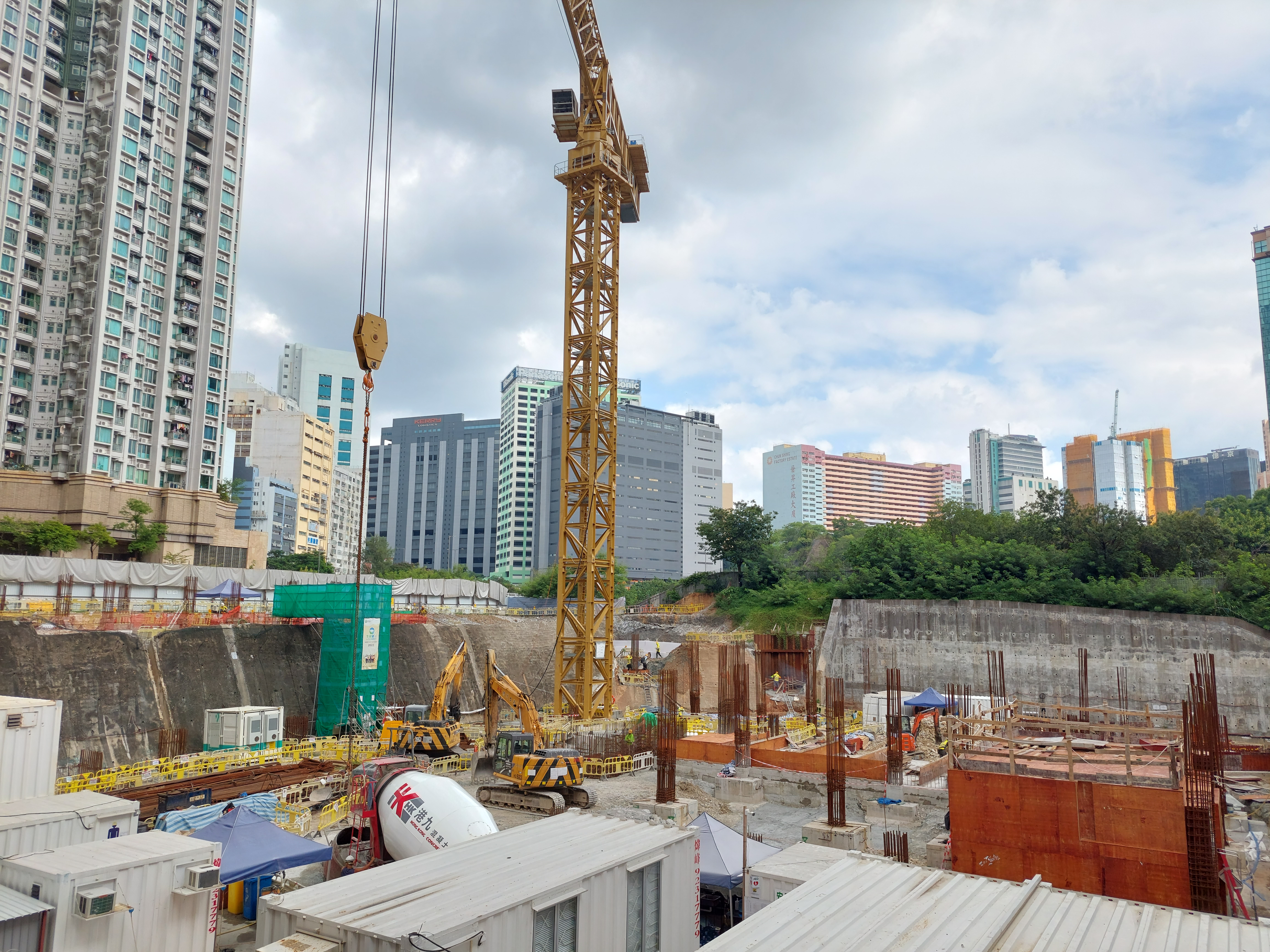
2022年10月
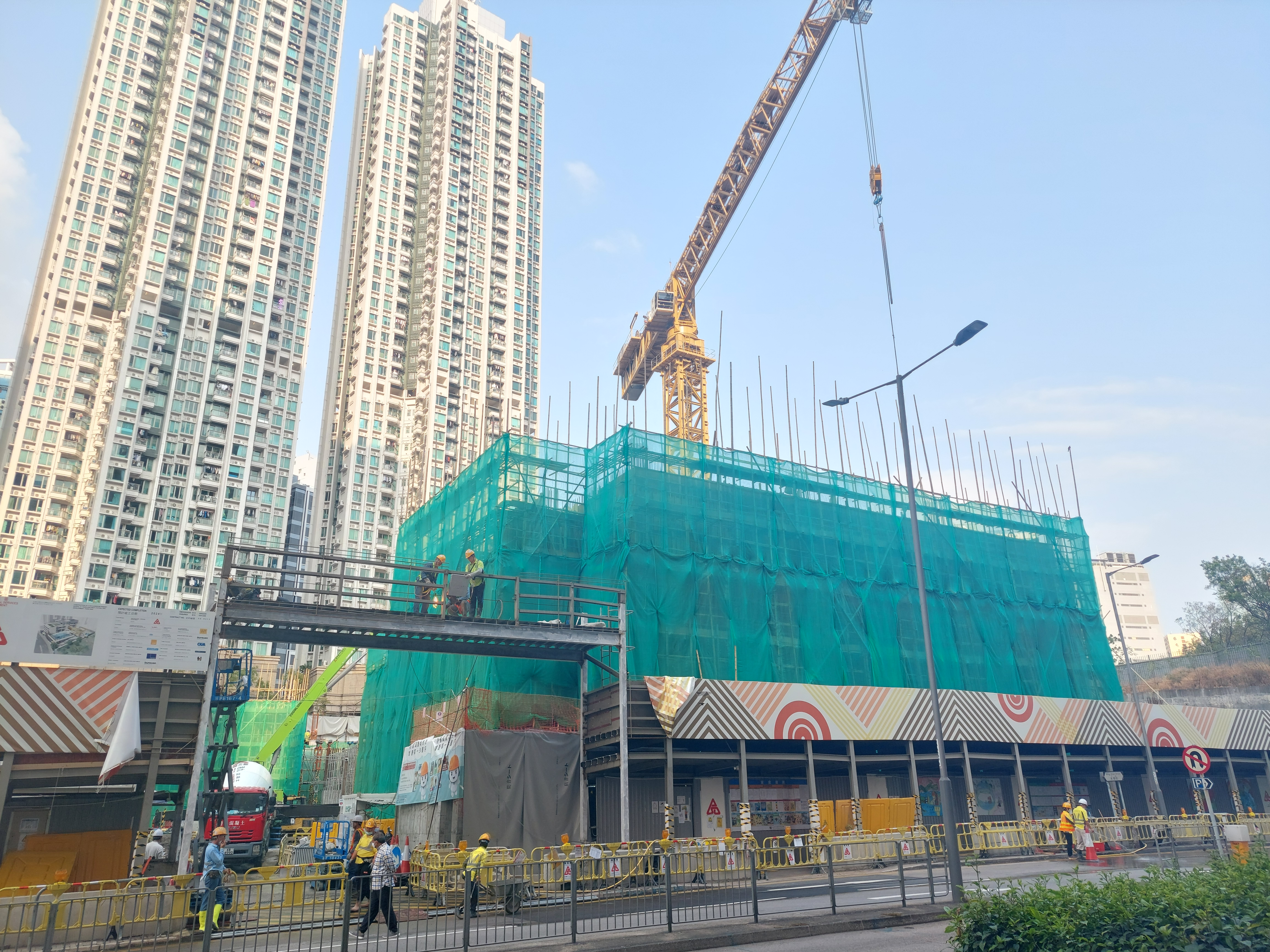
建至1樓，2023年3月
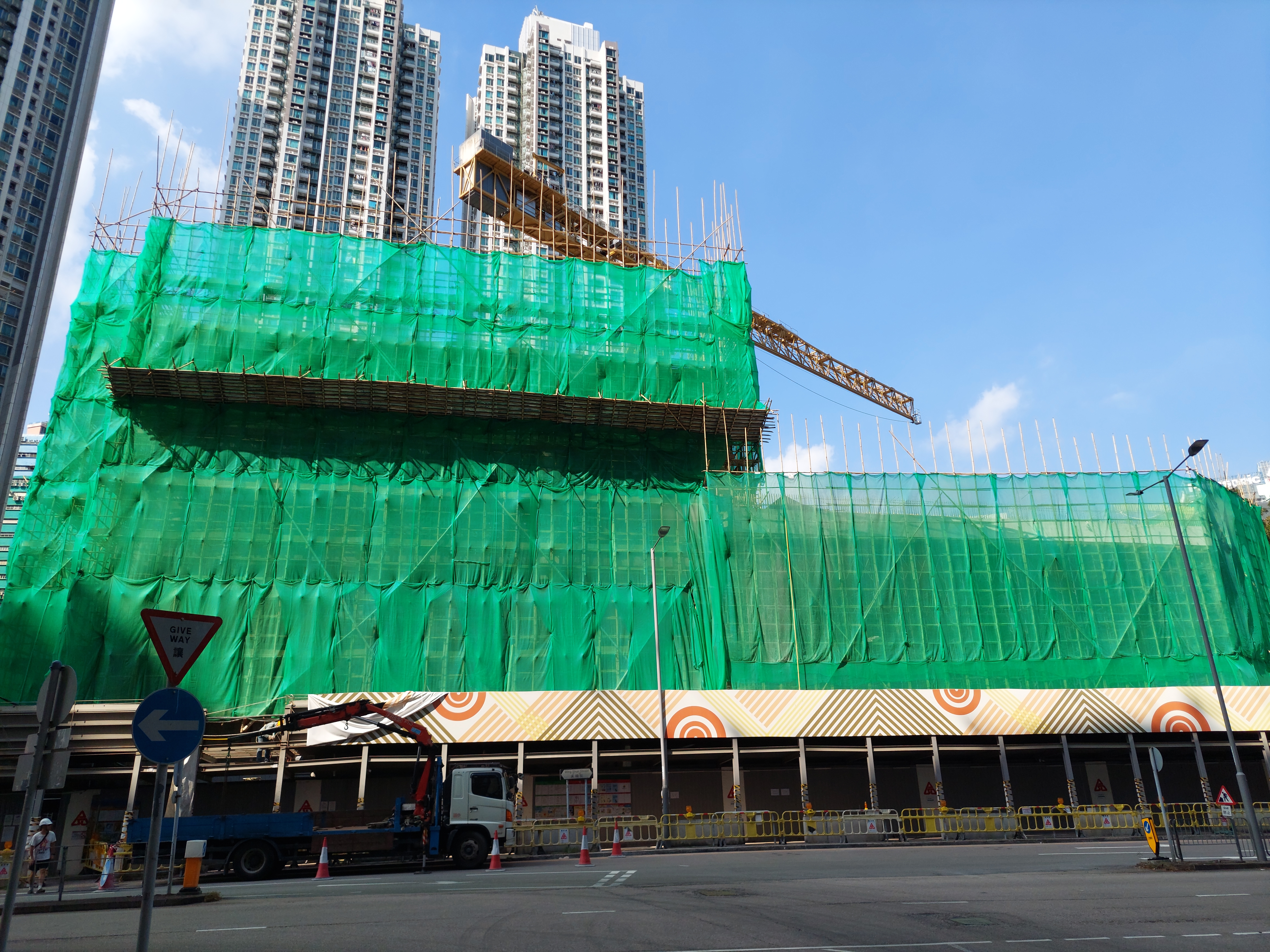
建至4樓，2023年7月
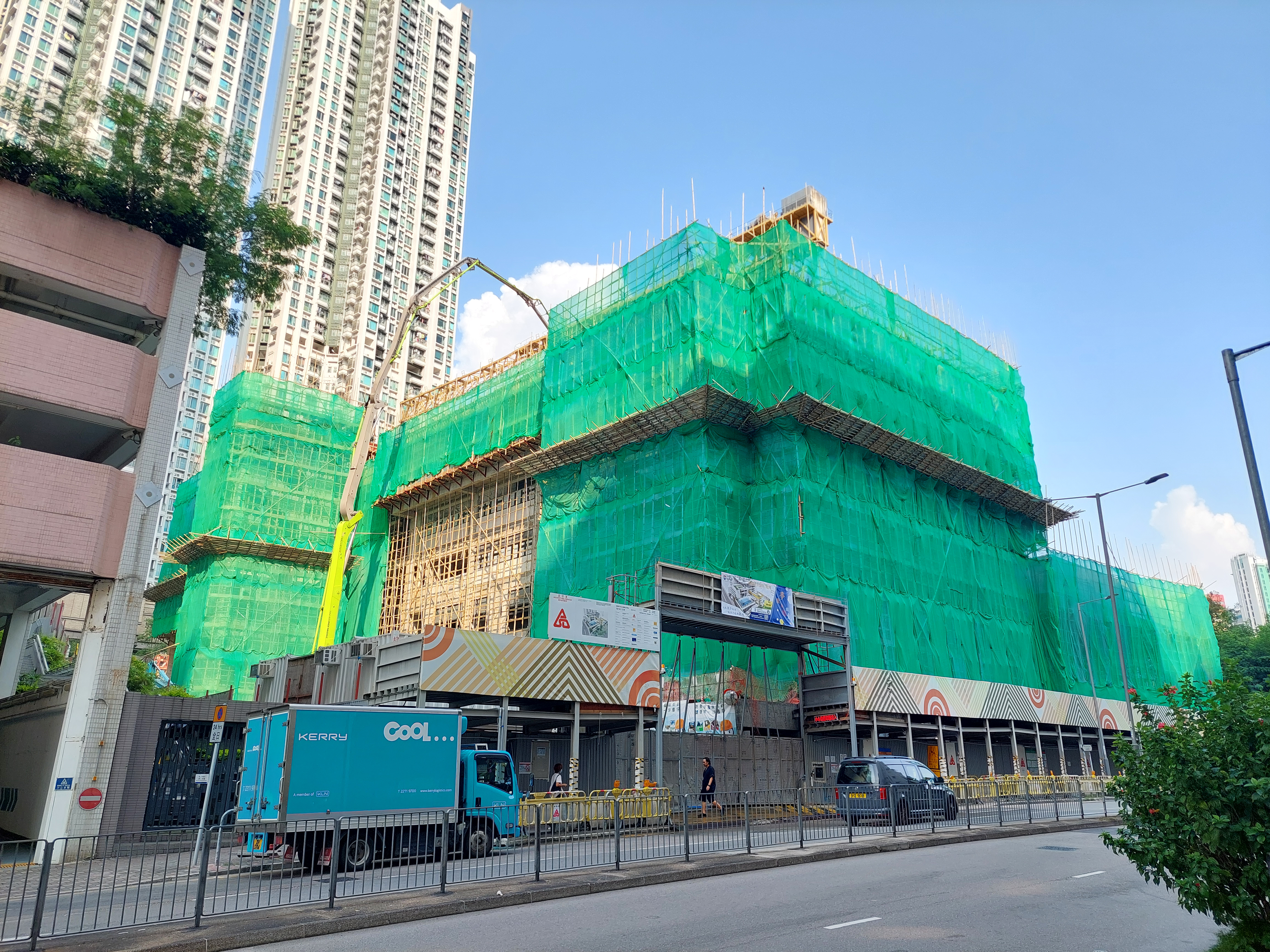
建至6樓，2023年9月
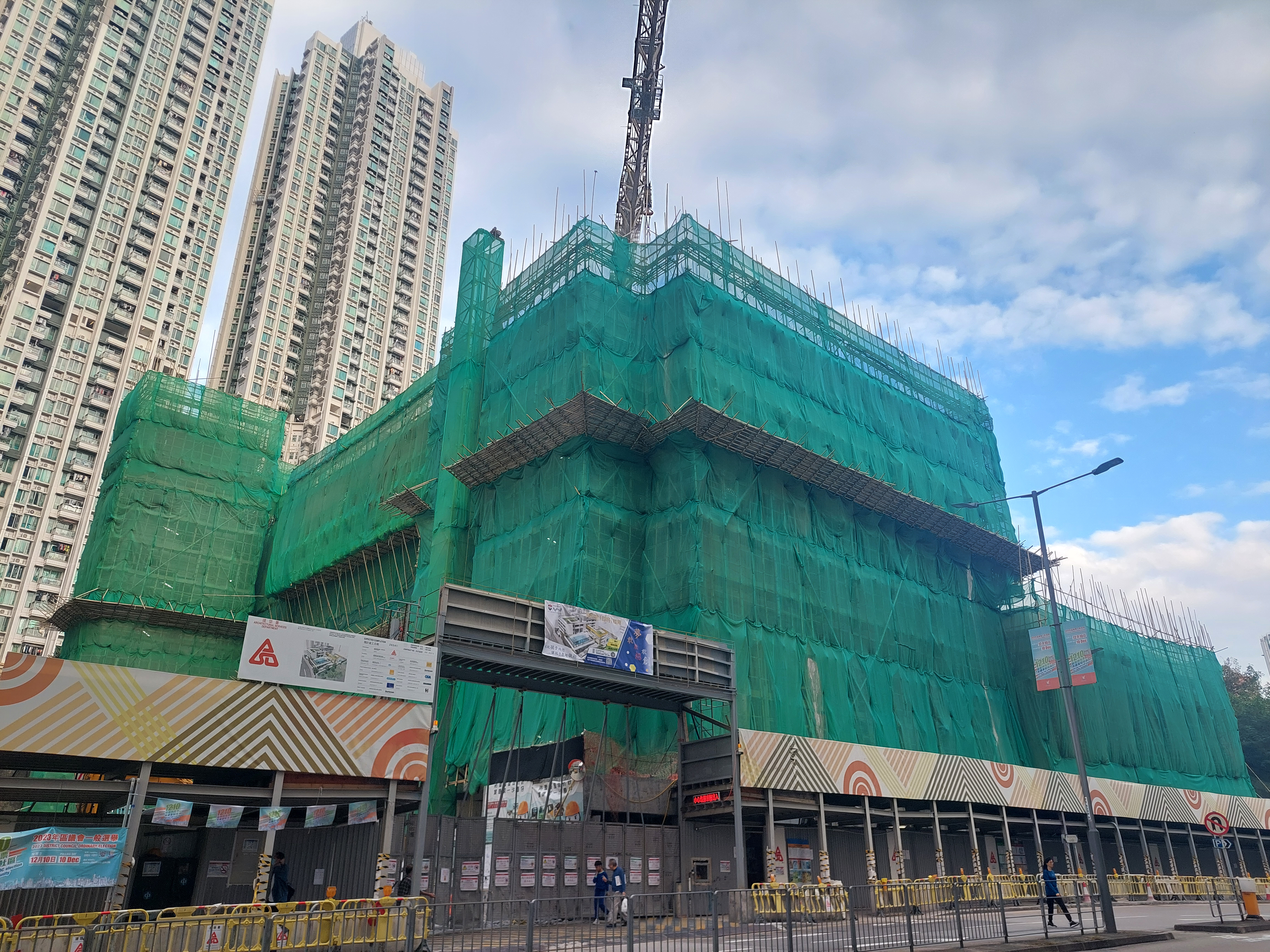
已封頂，2023年11月
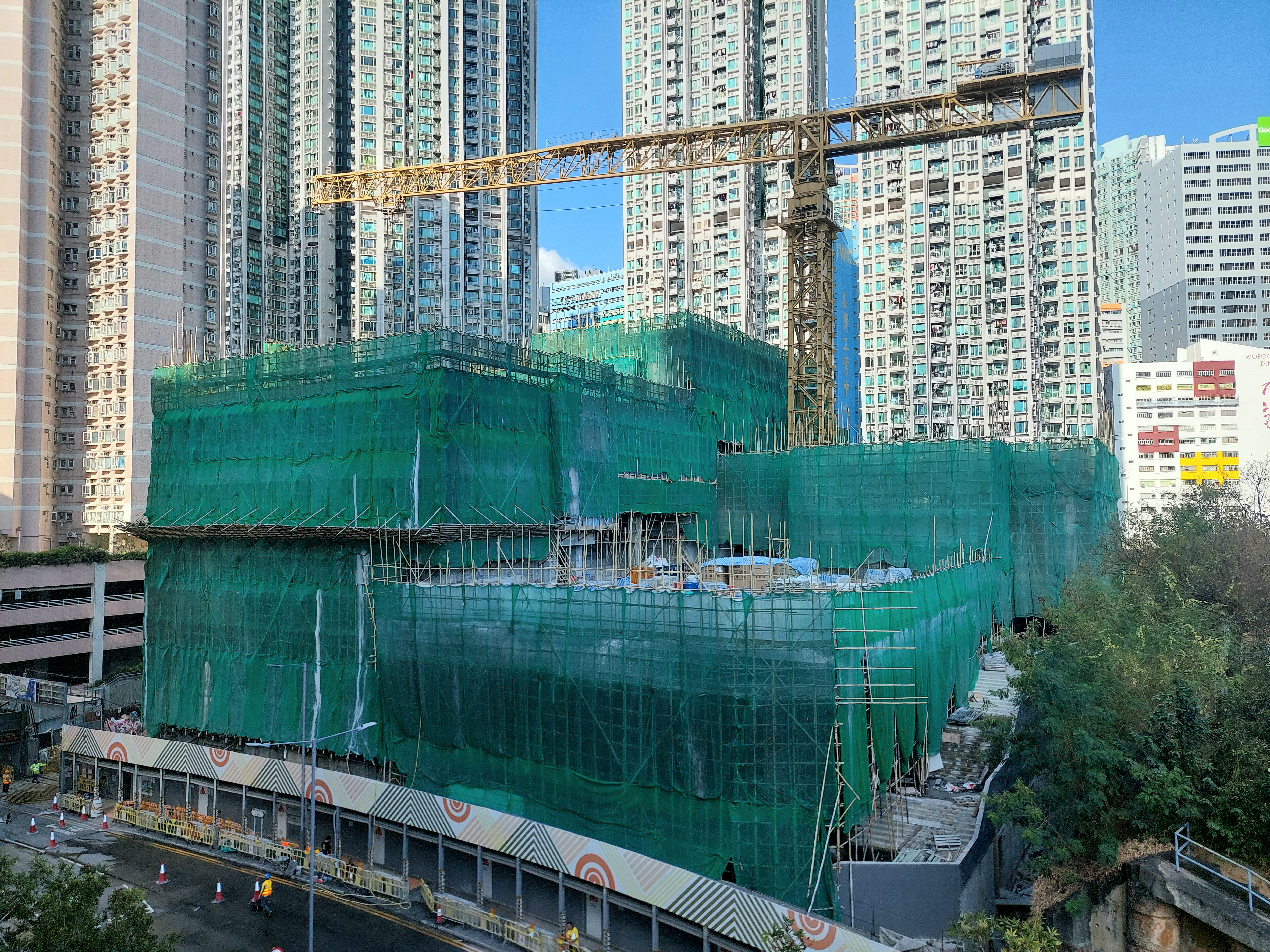
2024年1月
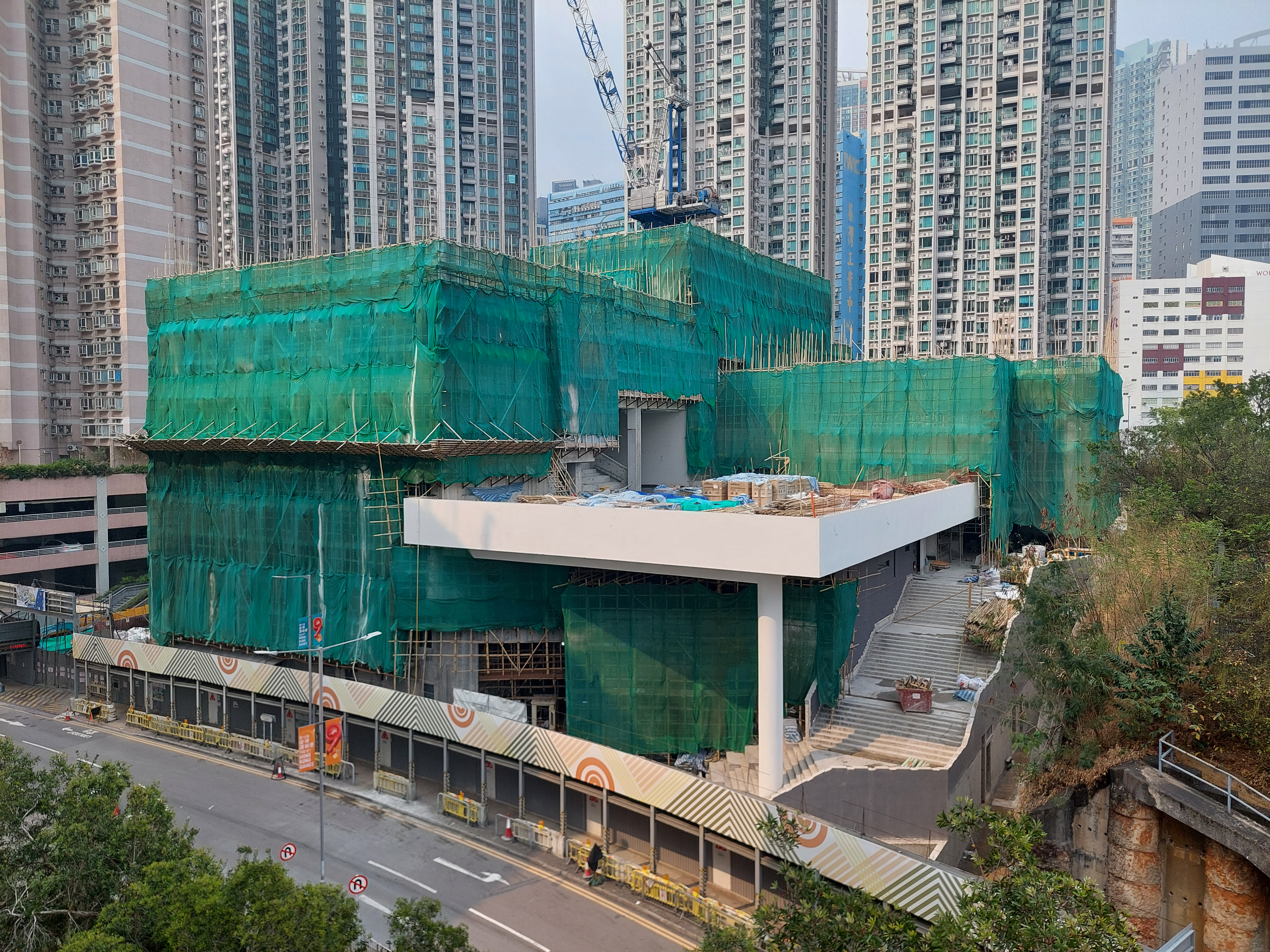
開始拆棚，2024年4月
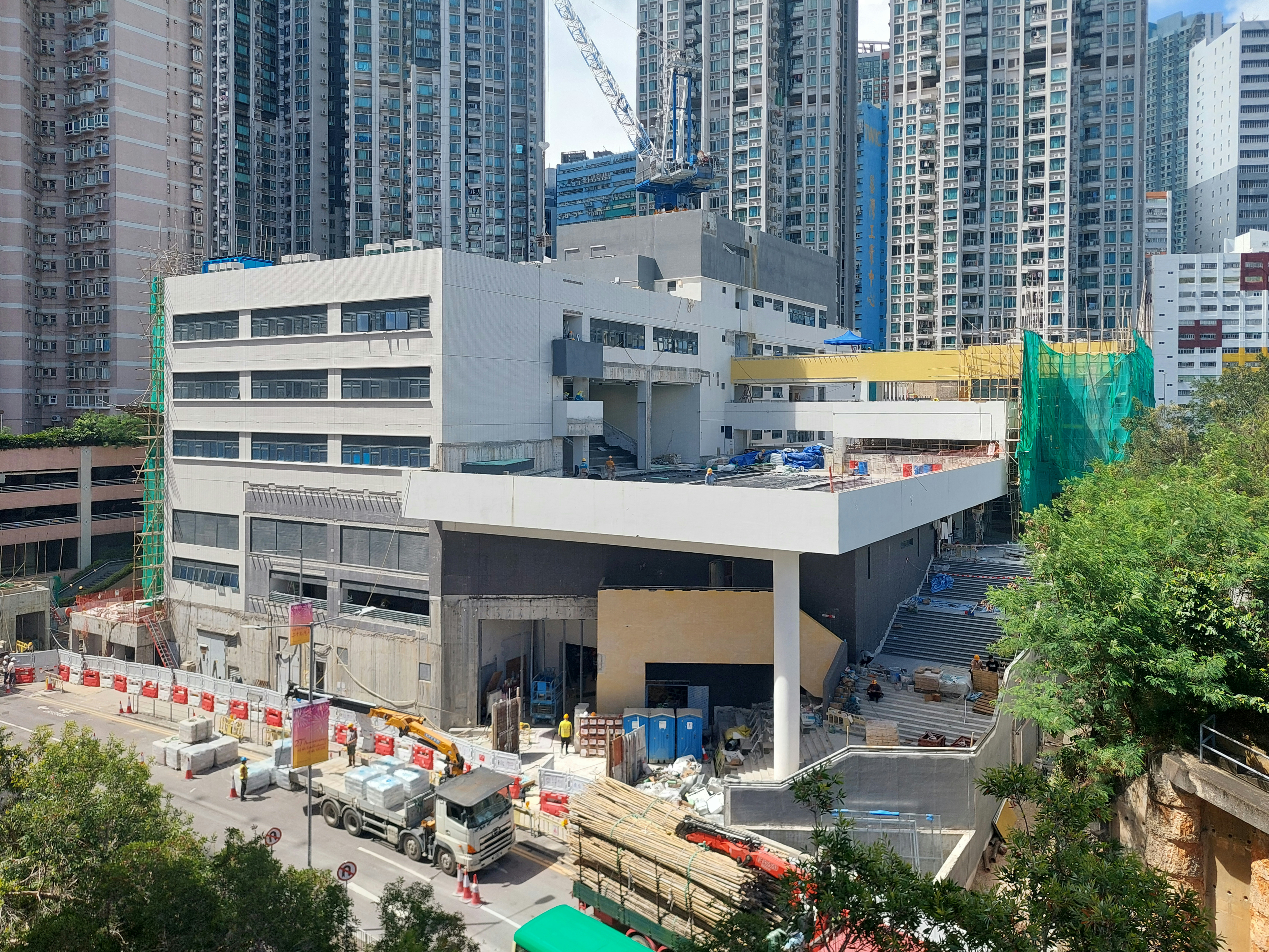
大致拆棚，2024年6月

## 著名/傑出校友
- 盧寵茂[21]：香港大學深圳醫院前院長、醫務衛生局局長（1973年小六）
- 區樂民：私家醫生、散文及專欄作家[22]
- 倫文標[23]：旅遊作家（1961年下午校小六）
- 周義評：香港男子賽艇運動員[24]（2011年全日制小六）
- 楊森：前香港立法會議員（1961年小六[25]）

## 註解
1. ↑  2019-20年度[2]
2. ↑  另外三座分別是五旬節聖潔會永光小學、香港道教聯合會雲泉學校及保良局蕭漢森小學，當中此校為第二座動工的同類校舍

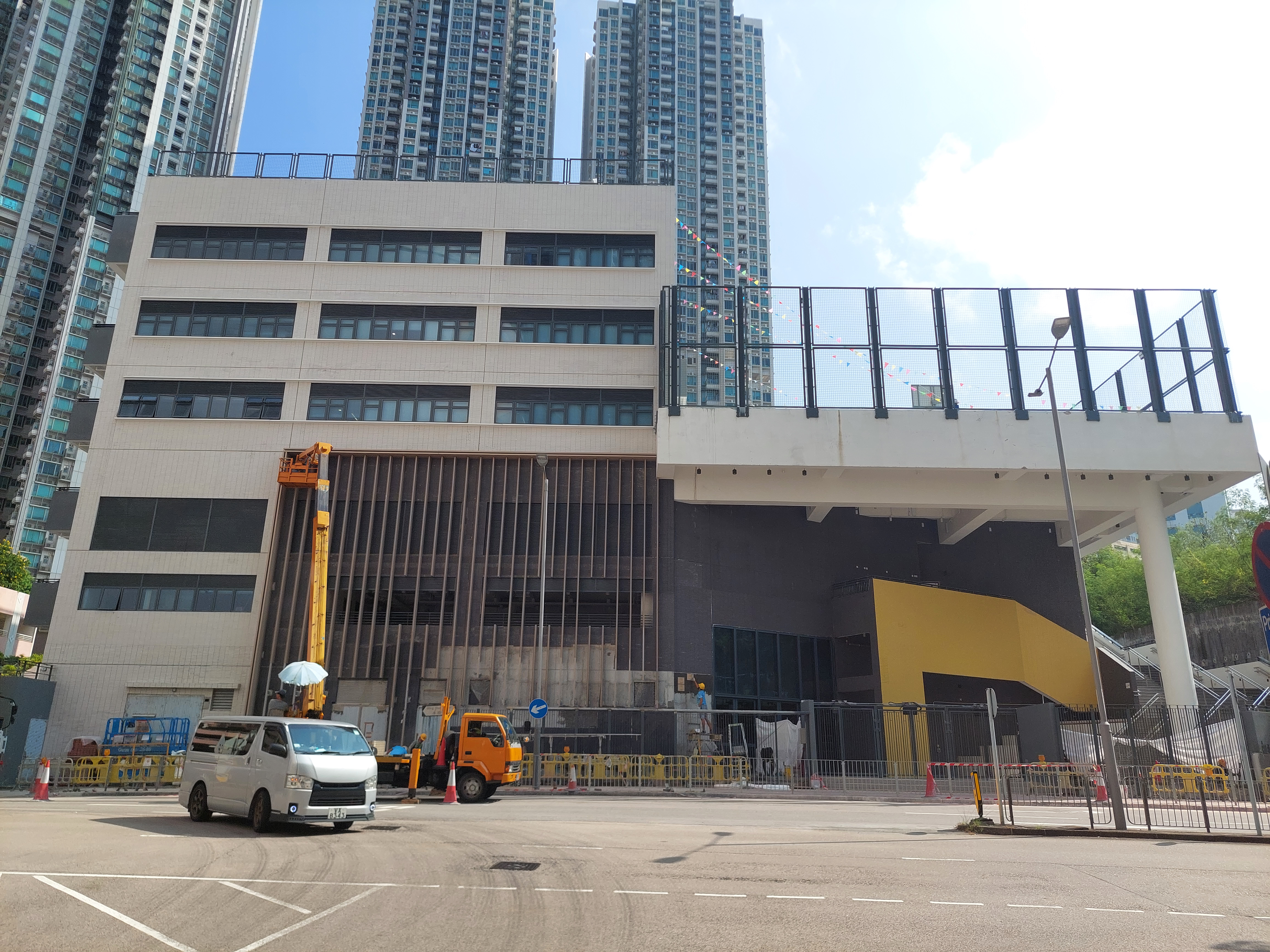
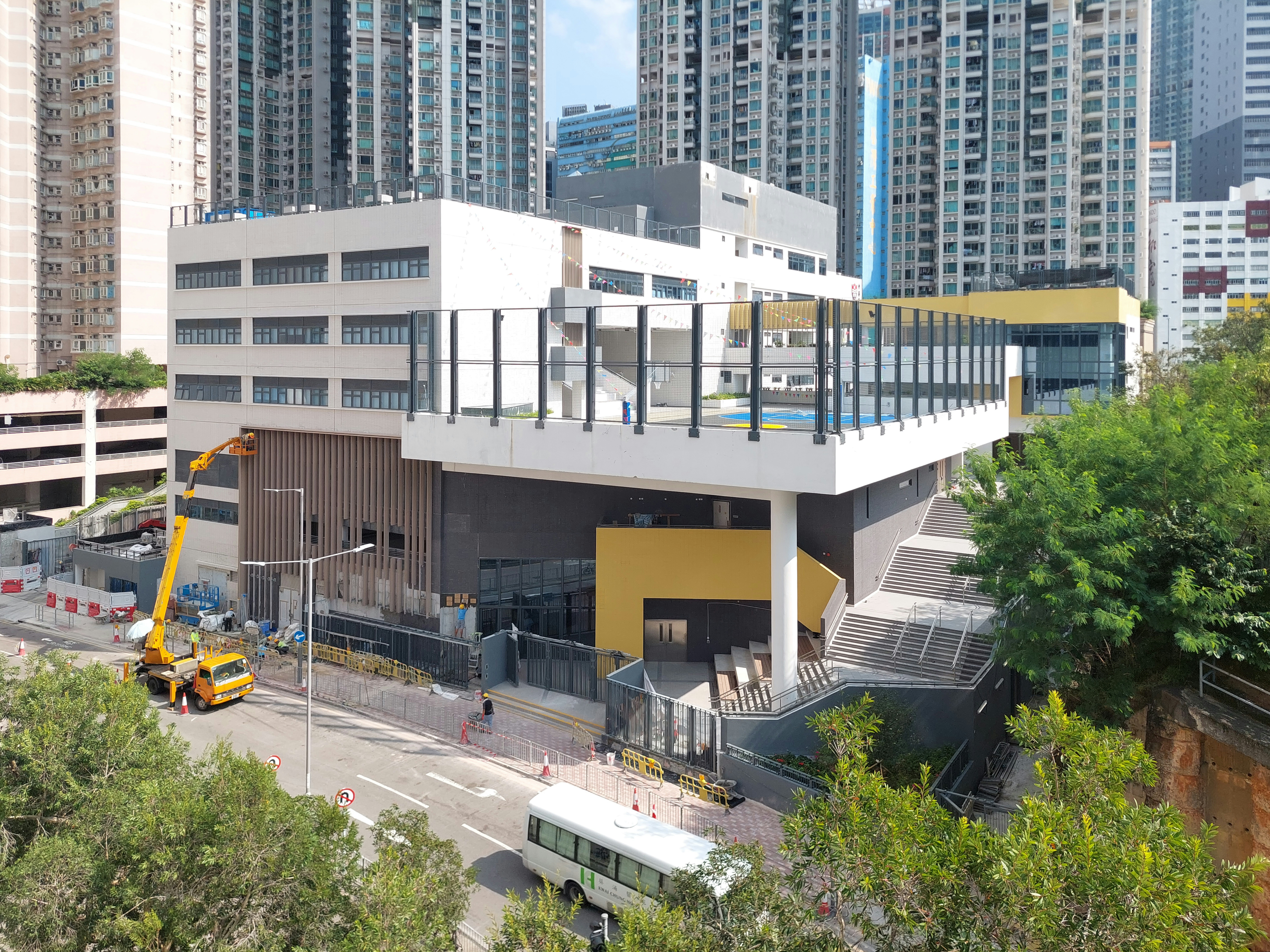
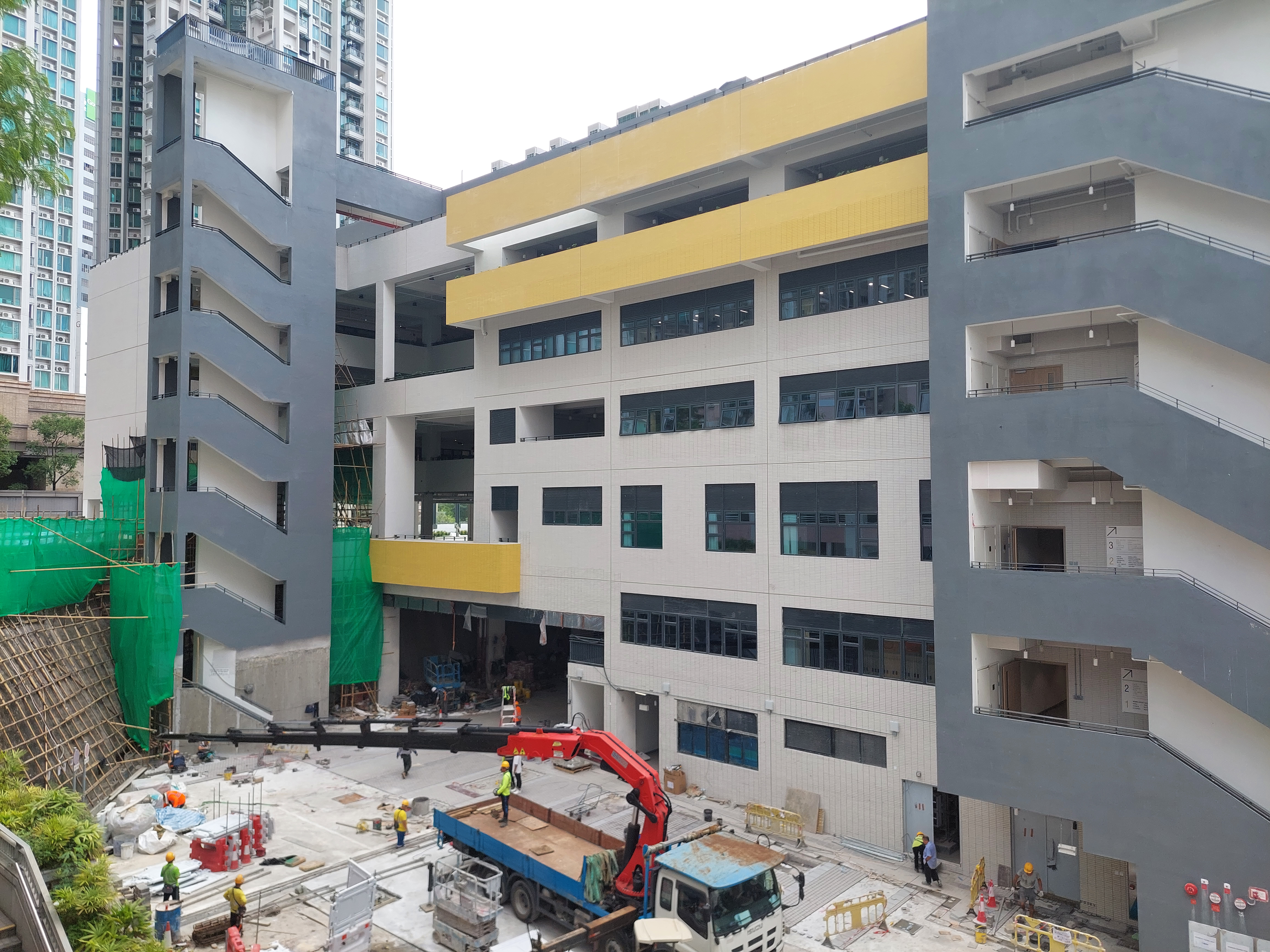

## 外部連結
- 中華基督教會全完第一小學官方網頁 （页面存档备份，存于）